# Сикора, Иржи
Иржи Сикора (чеш. Jiří Sýkora; род. 20 января 1995, Тршебич, Южноморавский край) — чешский легкоатлет, специалист по многоборьям. Выступает за сборную Чехии по лёгкой атлетике с 2011 года, чемпион мира среди юниоров, победитель молодёжного чемпионата Европы, участник летних Олимпийских игр в Рио-де-Жанейро.

## Биография
Иржи Сикора родился 20 января 1995 года в городе Тршебич, край Высочина.
Занимался лёгкой атлетикой в Праге в спортивном клубе «Олимп», проходил подготовку под руководством тренера Павла Свободы.
Впервые заявил о себе на международном уровне в сезоне 2011 года, когда вошёл в состав чешской национальной сборной и выступил на юношеском мировом первенстве в Лилле, где в программе десятиборья стал седьмым. Также в этом сезоне отметился выступлением на Европейском юношеском олимпийском фестивале в Трабзоне — показал здесь восьмой результат в прыжках в длину.
В 2013 году стартовал в прыжках в длину на юниорском европейском первенстве в Риети, но провалил все попытки в своей дисциплине.
В 2014 году в десятиборье одержал победу на юниорском мировом первенстве в Юджине, принял участие в чемпионате Европы в Цюрихе.
В 2015 году участвовал в молодёжном европейском первенстве в Таллине.
На чемпионате Европы 2016 года в Амстердаме снялся с соревнований, провалив все попытки в толкании ядра. Благодаря череде удачных выступлений удостоился права защищать честь страны на летних Олимпийских играх в Рио-де-Жанейро — набрал в сумме всех дисциплин десятиборья 6237 очков (провалил все попытки в прыжках с шестом), расположившись в итоговом протоколе соревнований на 25-й строке.
После Олимпиады в Рио Сикора остался в составе легкоатлетической команды Чехии на ещё один олимпийский цикл и продолжил принимать участие в крупнейших международных стартах. Так, в 2017 году в семиборье он закрыл десятку сильнейших на чемпионате Европы в помещении в Белграде, тогда как в десятиборье победил на молодёжном европейском первенстве в Быдгоще.
В 2019 году занял девятое место в семиборье на чемпионате Европы в помещении в Глазго.